# Semetei
Semetei (kirgisisch Семетей, bis 2024 Pokrowka Покровка) ist ein Dorf im Oblus Talas (Kirgisistan) mit 8.286 Einwohnern (Stand 2022). Es ist Verwaltungszentrum des Rajon Manas.

## Bevölkerung
| Jahr | Einwohner |
| ---- | --------- |
| 1999 | 6919      |
| 2009 | 7419      |
| 2022 | 8286      |